# Flawil
Flawil is een gemeente en plaats in het Zwitserse kanton Sankt Gallen, en maakt deel uit van het district Wil. Flawil telt 9680 inwoners.

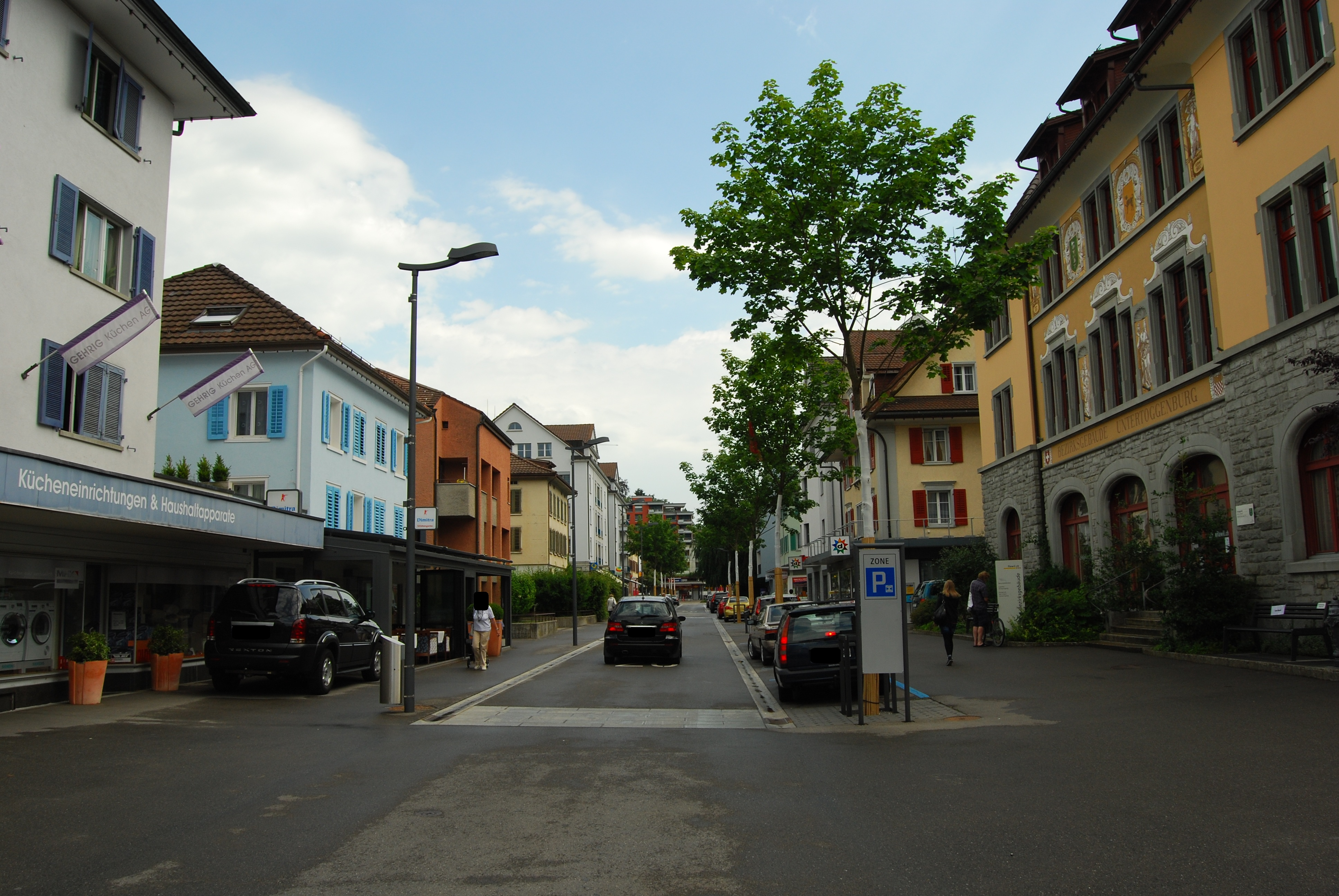
Flawil - Bahnhofstrasse

## Geboren
- Hanna Sahlfeld-Singer (1943), politica[1]
- Gino Mäder (1997-2023)[2], wielrenner
- Nadine Böhi (2003), voetbalster